# 2016年布基納法索政變
2016年布基納法索政變發生在2016年10月8日，為意圖推翻布基納法索政府的一場未遂政變。至少30名總統安全團前成員計劃在三個位置發動襲擊，分別是：總統官邸、一個軍營、以及首都瓦加杜古一個監獄。政變造成2人死亡，超過10人被指與政變有聯繫而被捕。未遂政變由前總統安全成員古嘉棟領導。